# Giro dell’Appennino
Giro dell’Appennino – jednodniowy wyścig kolarski, rozgrywany co roku w Apeninach, we Włoszech. Jego pierwsza edycja miała miejsce w 1934 roku. Jest imprezą zaliczaną do cyklu UCI Europe Tour i posiada kategorię 1.1. Odbywa się w sierpniu, organizowany jest przez Unione Sportiva Pontedecimo 1907.
Trasa wiedzie przez Piemont i Ligurię. Jej największym wyzwaniem jest Passo della Bocchetta, podjazd, którego szczyt usytuowany jest na wysokości 772 metrów.
Największą liczbą zwycięstw może pochwalić się Gianbattista Baronchelli, który wygrał wyścig aż sześć razy z rzędu, w latach 1977–1982.

## Lista zwycięzców
| Rok                                                                 | Pierwsze                 | Drugie                      | Trzecie               |
| ------------------------------------------------------------------- | ------------------------ | --------------------------- | --------------------- |
| 1934                                                                | Augusto Como             | Giulio Campastro            | Luigi Cafferata       |
| 1935                                                                | Augusto Como             | Mario De Benedetti          | Carlo Sbersi          |
| 1936                                                                | Settimio Simonini        | Augusto Como Luigi Ferrando |                       |
| 1937                                                                | Cino Cinelli             | Guerrino Tommasoni          | Augusto Como          |
| 1938                                                                | Luigi Ferrando           | Achille Bucco               | Antonio Racca         |
| 1939                                                                | Lorenzo Mazzarello       | Giovanni De Stefanis        | Fausto Coppi          |
| 1940-1945 wyścig nie był rozgrywany ze względu na II wojnę światową |                          |                             |                       |
| 1946                                                                | Enrico Mollo             | Vittorio Rossello           | Egidio Feruglio       |
| 1947                                                                | Alfredo Martini          | Egidio Feruglio             | Michele Motta         |
| 1948                                                                | Settimio Simonini        | Severino Canavesi           | Vincenzo Rossello     |
| 1949                                                                | Dino Rossi               | Renzo Soldani               | Pietro Giudici        |
| 1950                                                                | Renzo Soldani            | Giancarlo Astrua            | Bortolo Bof           |
| 1951                                                                | Rinaldo Moresco          | Giovanni Pettinati          | Franco Franchi        |
| 1952                                                                | Giorgio Albani           | Giuseppe Minardi            | Rinaldo Moresco       |
| 1953                                                                | Angelo Conterno          | Giovanni Pettinati          | Gianni Ghidini        |
| 1954                                                                | Giorgio Albani           | Angelo Conterno             | Luigi Gabrioli        |
| 1955                                                                | Fausto Coppi             | Bruno Monti                 | Aldo Moser            |
| 1956                                                                | Cleto Maule              | Bruno Monti                 | Giuseppe Buratti      |
| 1957                                                                | Aurelio Cestari          | Giancarlo Astrua            | Bruno Costalunga      |
| 1958                                                                | Cleto Maule              | Idrio Bui                   | Noè Conti             |
| 1959                                                                | Silvano Ciampi           | Walter Almaviva             | Nello Velucchi        |
| 1960                                                                | Emile Daems              | Ercole Baldini              | Nino Defilippis       |
| 1961                                                                | Adriano Zamboni          | Roberto Falaschi            | Federico Bahamontes   |
| 1962                                                                | Franco Balmamion         | Gastone Nencini             | Idrio Bui             |
| 1963                                                                | Italo Zilioli            | Diego Ronchini              | Adriano Durante       |
| 1964                                                                | Franco Cribiori          | Gianni Motta                | Franco Balmamion      |
| 1965                                                                | Michele Dancelli         | Guido De Rosso              | Vito Taccone          |
| 1966                                                                | Michele Dancelli         | Italo Zilioli               | Adriano Passuello     |
| 1967                                                                | Michele Dancelli         | Franco Bitossi              | Guido De Rosso        |
| 1968                                                                | Gianni Motta             | Roberto Ballini             | Alberto Della Torre   |
| 1969                                                                | Felice Gimondi           | Gianni Motta                | Tommaso de Pra        |
| 1970                                                                | Gianni Motta             | Pierfranco Vianelli         | Italo Zilioli         |
| 1971                                                                | Gösta Pettersson         | Fabrizio Fabbri             | Mauro Simonetti       |
| 1972                                                                | Felice Gimondi           | Franco Bitossi              | Michele Dancelli      |
| 1973                                                                | Italo Zilioli            | Gianni Motta                | Michele Dancelli      |
| 1974                                                                | Giovanni Battaglin       | Enrico Paolini              | Giacinto Santambrogio |
| 1975                                                                | Fabrizio Fabbri          | Walter Riccomi              | Mauro Simonetti       |
| 1976                                                                | Francesco Moser          | Giovanni Battaglin          | Ronald De Witte       |
| 1977                                                                | Gianbattista Baronchelli | Mario Beccia                | Wladimiro Panizza     |
| 1978                                                                | Gianbattista Baronchelli | Alfio Vandi                 | Giuseppe Saronni      |
| 1979                                                                | Gianbattista Baronchelli | Mario Beccia                | Bernt Johansson       |
| 1980                                                                | Gianbattista Baronchelli | Mario Beccia                | Alfio Vandi           |
| 1981                                                                | Gianbattista Baronchelli | Alfio Vandi                 | Wladimiro Panizza     |
| 1982                                                                | Gianbattista Baronchelli | Franco Chioccioli           | Mario Beccia          |
| 1983                                                                | Marino Lejarreta         | Emanuele Bombini            | Wladimiro Panizza     |
| 1984                                                                | Mario Beccia             | Fabrizio Verza              | Wladimiro Panizza     |
| 1985                                                                | Francesco Moser          | Alberto Volpi               | Marino Lejarreta      |
| 1986                                                                | Gianni Bugno             | Francesco Moser             | Jens Veggerby         |
| 1987                                                                | Gianni Bugno             | Alberto Volpi               | Pierino Gavazzi       |
| 1988                                                                | Gianni Bugno             | Stefano Colagè              | Alberto Volpi         |
| 1989                                                                | Moreno Argentin          | Gianni Bugno                | Giorgio Furlan        |
| 1990                                                                | Flavio Giupponi          | Marco Lietti                | Antonio Fanelli       |
| 1991                                                                | Dirk De Wolf             | Gianni Bugno                | Claudio Chiappucci    |
| 1992                                                                | Claudio Chiappucci       | Leonardo Sierra             | Stefano Casagrande    |
| 1993                                                                | Giuseppe Calcaterra      | Valerio Tebaldi             | Diego Trepin          |
| 1994                                                                | Jewgienij Bierzin        | Claudio Chiappucci          | Stefano Della Santa   |
| 1995                                                                | Francesco Casagrande     | Davide Rebellin             | Wladimir Belli        |
| 1996                                                                | Wladimir Belli           | Pawieł Tonkow               | Gianni Faresin        |
| 1997                                                                | Pawieł Tonkow            | Daniele Nardello            | Massimo Podenzana     |
| 1998                                                                | Pawieł Tonkow            | Paolo Lanfranchi            | Davide Rebellin       |
| 1999                                                                | Simone Borgheresi        | Pawieł Tonkow               | Daniele De Paoli      |
| 2000                                                                | Mauro Zanetti            | Eddy Mazzoleni              | Paolo Lanfranchi      |
| 2001                                                                | Aleksandr Szefier        | Raimondas Rumšas            | Serhij Honczar        |
| 2002                                                                | Giuliano Figueras        | Aleksandr Szefier           | Faat Zakirow          |
| 2003                                                                | Gilberto Simoni          | Marius Sabaliauskas         | Pawieł Tonkow         |
| 2004                                                                | Damiano Cunego           | Giuliano Figueras           | Rinaldo Nocentini     |
| 2005                                                                | Gilberto Simoni          | Luca Mazzanti               | Przemysław Niemiec    |
| 2006                                                                | Rinaldo Nocentini        | Luca Mazzanti               | Eddy Ratti            |
| 2007                                                                | Alessandro Bertolini     | Kanstancin Siucou           | Rusłan Pidhorny       |
| 2008                                                                | Alessandro Bertolini     | Eddy Ratti                  | Chris Froome          |
| 2009                                                                | Vincenzo Nibali          | Leonardo Bertagnolli        | Marco Marzano         |
| 2010                                                                | Robert Kišerlovski       | Domenico Pozzovivo          | Alessandro Bertolini  |
| 2011                                                                | Damiano Cunego           | Emanuele Sella              | Luis Felipe Laverde   |
| 2012                                                                | Fabio Felline            | Gianluca Brambilla          | Francesco Reda        |
| 2013                                                                | Davide Mucelli           | Luca Mazzanti               | Iwan Rowny            |
| 2014                                                                | Sonny Colbrelli          | Grega Bole                  | Miguel Ángel Rubiano  |
| 2015                                                                | Omar Fraile              | Stefano Pirazzi             | Damiano Cunego        |
| 2016                                                                | Siergiej Firsanow        | Francesco Gavazzi           | Mauro Finetto         |
| 2017                                                                | Danilo Celano            | Egan Bernal                 | Manuel Senni          |
| 2018                                                                | Giulio Ciccone           | Amaro Antunes               | Fausto Masnada        |
| 2019                                                                | Mattia Cattaneo          | Fausto Masnada              | Simone Ravanelli      |
| 2020                                                                | Ethan Hayter             | Alessandro Covi             | Jacopo Mosca          |
| 2021                                                                | Ben Hermans              | Valerio Conti               | Enrico Battaglin      |
| 2022                                                                | Louis Meintjes           | Natnael Tesfatsion          | Georg Zimmermann      |
| 2023                                                                | Marc Hirschi             | Cristián Rodríguez          | Henok Mulubrhan       |
| 2024                                                                | Jan Christen             | Simone Velasco              | Diego Ulissi          |
| 2025                                                                | Diego Ulissi             | Andrij Ponomar              | Simone Velasco        |